# Почесні громадяни Винників
1996 р.
- Довган Марія Миколаївна  (посмертно) — член ОУН, засновник т-ва української мови ім. Т. Шевченка у Винниках
- Йосифів Петро Миколайович  — член ОУН з 1942 р., громадський діяч
- Йосифів Софія Іванівна  — активний учасник громадського і політичного життя міста
- Левків Тарас — художник-керамік, заслужений діяч мистецтв України
- Бродило Ілля Андрійович (посмертно) — активний учасник руху за національне відродження України.

1997 р.
- Кондришин Петро Ількович  — активний учасник громадського і церковного життя міста
- Слота Зеновій  (1922–2011) — громадський діяч, педагог

1998 р.
- Козак Ярослав Дмитрович  (посмертно) — активний учасник громадського життя міста
- Мороз Володимир  (1913–1996) — український греко-католицький священик, в'язень сталінських концтаборів, Почесний громадянин Винник (посмертно)

1999 р.
- Копач Степан Титович  (посмертно)  — активний учасник Листопадового чину у Винниках в 1918 р.

2000-і рр.
- Кипріян Мирон — головний художник театру ім. М. Заньковецької, народний художник України, лауреат Національної премії України ім. Т. Шевченка, лауреат премії ім. В. Клеха (США)
- Маркевич Богдан  (1925–2002) — український футбольний тренер
- Кітура Марія-Зеновія Едуардівна  — активний учасник громадського життя міста
- Пивовар Любомира Кирилівна  — активний учасник громадського життя міста
- Покусінський Йосип Васильович — воїн УПА, в’язень більшовицько-російських концтаборів
- Косар Дмитро Михайлович  — активний діяч «Просвіти»;
- Богуш Стефанія Миколаївна  — активний діяч «Просвіти»;
- Сапеляк Ярослав Михайлович (11. 01. 1935 р. н.) — активний діяч «Просвіти».[1].

2011 р.
- Возницький Борис  — український музейний діяч та мистецтвознавець;
- Грабовецький Володимир  — двічі відмінник освіти України, почесний професор кафедри країнознавства Українського державного університету, почесний доктор Ужгородського національного університету, почесний професор Прикарпатського національного університету, народний історик Прикарпаття, нагороджений 35 урядовими та громадськими грамотами і дипломами, урядовими орденами та медалями.

2012 р.
- Кияк Тарас  — український мовознавець і громадсько-політичний діяч, професор;
- Маркевич Мирон — радянський та український футболіст і тренер. Зараз головний тренер дніпропетровського «Дніпра»

2014 р.
- О. Петро Баран (посмертно) — український священник, діяч «Просвіти», багатолітній парох у Винниках[2]
- Керницький Михайло (посмертно) — краєзнавець, вчитель історії, громадсько-політичний діяч[2]
- Гнида Володимир Михайлович — воїн дивізії «Галичина», в'язень сталінських концтаборів, багатолітній паламар у Святовоскресенському храмі Винник;[2]
- Янда Олег Йосифович, Богонос Юрій Богданович, Волощук Ростислав Романович — учасники АТО[2]

2015 р.
- Паньків Петро — священик УГКЦ;[2]
- Петрик Василь — священик УАПЦ.[2]

2016 р.
- Винничук Юрій — письменник.
- Бєлявський Олександр — міжнародний гросмейстер.[3]

2017 р.
- Тинкалюк Микола — фотомайстер, художник Міжнародної федерації фотомистецтва, член Національної спілки фотохудожників України.
- Ігор (Ян) Ігнатович (1952 р. н.) — канадець українського походження, бабця, дідусь і мама якого мешкали у Винниках. Підприємець, меценат, громадський діяч, продюсер першої англомовної художньої стрічки «Гіркі жнива» (робоча назва «Врожай диявола»), в основу якої лягли трагічні події в Україні початку 20 століття — Голодомор 1932—1933 рр.[3]

2018 р.
- Скорик Мирослав — композитор, Герой України, Народний артист України, іменем якого названо і відкрито першу в Україні Концертну залу на базі місцевої СЗШ №29.
- Годунько Йосиф — винниківчанин, освітян, митець.[4]

2019 р.
- Тихолоз Богдан — літературознавець, франкознавець, директор Львівського національного літературно-меморіального музею Івана Франка.[5] [6]
- Котельник Андрій — боксер, призер Олімпійських ігор 2000 року та колишній чемпіон світу у 1-й напівсередній ваговій категорії у версії WBA.[7]